# Треугольная матрица
Треуго́льная ма́трица — в линейной алгебре квадратная матрица, у которой все элементы, стоящие ниже (или выше) главной диагонали, равны нулю.

Пример верхней треугольной матрицы

## Основные определения
Верхняя треугольная матрица (или верхнетреугольная матрица) — квадратная матрица {\displaystyle A}, у которой все элементы ниже главной диагонали равны нулю: {\displaystyle a_{ij}=0} при {\displaystyle i>j}
Нижняя треугольная матрица (или нижнетреугольная матрица) — квадратная матрица {\displaystyle A}, у которой все элементы выше главной диагонали равны нулю: {\displaystyle a_{ij}=0} при {\displaystyle i<j}.
Унитреугольная матрица (верхняя или нижняя) — треугольная матрица {\displaystyle A}, в которой все элементы на главной диагонали равны единице: {\displaystyle a_{jj}=1}.
Диагональная матрица является одновременно и верхней треугольной, и нижней треугольной.

## Применение
Треугольные матрицы используются в первую очередь при решении систем линейных алгебраических уравнений (СЛАУ). Например, метод Гаусса решения СЛАУ основан на следующем результате:
- любую матрицу {\displaystyle A_{n\times n}} путём элементарных преобразований над строками и перестановок строк можно привести к треугольному виду.

Тем самым решение исходной СЛАУ сводится к решению системы линейных уравнений с треугольной матрицей коэффициентов, что не представляет сложностей.
Существуют вариант этого метода (называемый компактной схемой метода Гаусса), основанный на следующих результатах: 
- любую квадратную матрицу {\displaystyle A} с отличными от нуля ведущими главными минорами можно представить в виде произведения нижней треугольной матрицы {\displaystyle L} и верхней треугольной матрицы {\displaystyle U}: {\displaystyle A=LU} (см. LU-разложение), причём такое разложение единственно, если диагональные элементы одной из двух треугольных матриц заранее зафиксированы — например, можно потребовать, чтобы {\displaystyle L} была унитреугольной;
- любую невырожденную квадратную матрицу {\displaystyle A} можно представить в следующем виде: {\displaystyle PA=LU}, где {\displaystyle P} — матрица перестановок (выбирается в процессе построения разложения) (см. LUP-разложение).

## Свойства
- Определитель треугольной матрицы равен произведению элементов её главной диагонали[7] (в частности, определитель унитреугольной матрицы равен единице).
- Множество невырожденных верхних треугольных матриц порядка n по умножению с элементами из поля k образует группу[4], которая обозначается UT(n, k) или UTn (k).
- Множество невырожденных нижних треугольных матриц порядка n по умножению с элементами из поля k образует группу[4], которая обозначается LT(n, k) или LTn (k).
- Множество верхних унитреугольных матриц с элементами из поля k образует подгруппу UTn (k) по умножению, которая обозначается SUT(n, k) или SUTn (k). Аналогичная подгруппа нижних унитреугольных матриц обозначается SLT(n, k) или SLTn (k).
- Множество всех верхних треугольных матриц с элементами из ассоциативного кольца k образует алгебру относительно операций сложения, умножения на элементы кольца и перемножения матриц. Аналогичное утверждение справедливо для нижних треугольных матриц.
- Группа UTn разрешима, а её унитреугольная подгруппа SUTn нильпотентна.